# Судзукі Масахару
Судзукі Масахару (яп. 鈴木 正治, нар. 3 серпня 1970, Сідзуока —) — японський футболіст, що грав на позиції захисника.

## Клубна кар'єра
Грав за команду Йокогама Марінос, Нагоя Грампус.

## Виступи за збірну
Дебютував 1995 року в офіційних матчах у складі національної збірної Японії. У формі головної команди країни зіграв 2 матчі.

## Статистика
Статистика виступів у національній збірній.
| Збірна Японії | Збірна Японії | Збірна Японії |
| Роки          | Ігри          | голи          |
| ------------- | ------------- | ------------- |
| 1995          | 1             | 0             |
| 1996          | 1             | 0             |
| Усього        | 2             | 0             |

## Титули і досягнення
- Чемпіон Японії (2):

«Йокогама Марінос»: 1989-90, 1995
- Володар Кубка Імператора Японії (3):

«Йокогама Марінос»: 1989, 1991, 1992